# Белохвостая сцимнодалатия
Белохвостая сцимнодалатия (лат. Scymnodalatias albicauda) — вид рода сцимнодалатий семейства сомниозовых акул отряда катранообразных. Обитает в разрозненных местах в Южном океане, встречается на глубине до 510 м. Известен всего по нескольким образцам. Максимальный зарегистрированный размер 111 см. Размножается яйцеживорождением. Не представляет интереса для коммерческого рыболовства.

## Таксономия
Впервые научно вид описан в 1986 году. Голотип представляет собой самку длиной 91,4 см, пойманную в 1967 году в южной части Индийского океана (45°ю.ш. и 92° в.д.) ярусным тунцеловным судном на глубине 150—200 м. Паратип — самка длиной 107,4 см, пойманная траулером в 1979 году в южной части Тихого океана (49°27' ю.ш. 174°00' в.д. ) на глубине 512 м. Видовой эпитет происходит от слов  лат. albus — «белый» и лат. cauda — «хвост».

## Ареал
Белохвостые сцимнодалатии изредка встречаются в Южном океане, а также у берегов Австралии и Новой Зеландии, на глубине от 150 до 510 м.

## Описание
Максимальный зарегистрированный размер составляет 111 см. У этих акул маленькие спинные плавники, грудные плавники имеют форму треугольника, хвостовой плавник асимметричный, кончик верхней хвостовой лопасти окрашен в тёмный цвет. Окраска серая и белая. Тело покрыто крупными коричневыми и чёрными пятнами.

## Биология
Белохвостые сцимнодалатии размножаются яйцеживорождением. В помёте не менее 59 новорожденных. Самки достигают половой зрелости при длине 74 см.

## Взаимодействие с человеком
Вид не представляет интереса для коммерческого промысла. Встречается крайне редко. Иногда в качестве прилова попадает в тунцеловные ярусы. Данных для оценки Международным союзом охраны природы статуса сохранности вида недостаточно.